# فيصل المطيري (لاعب كرة قدم مواليد 2000)
فيصل محمد المطيري هو لاعب كرة قدم سعودي يلعب في نادي الصقر.

## مسيرة اللاعب
بدأ مع نادي البدائع في الفئات السنية و انتقل إلى نادي التعاون في عام 2017 و أعير إلى النادي العربي في عام 2020 لمدة موسم و بعدها عاد إلى نادي التعاون وأعير إلى نادي الجبلين في صيف 2023 ولكن لم يلعب معهم وانتقل إلى نادي الصقر.